# III. třída okresu Jičín
III. třída okresu Jičín (Okresní soutěž okresu Jičín) patří společně s ostatními třetími třídami mezi deváté nejvyšší fotbalové soutěže v Česku. Je řízena Okresním fotbalovým svazem Jičín. Hraje se každý rok od léta do jara se zimní přestávkou. Účastní se ji 11 týmů - z okresu Jičín, každý s každým hraje jednou na domácím hřišti a jednou na hřišti soupeře. Celkem se tedy hraje 22 kol. Vítězem se stává tým s nejvyšším počtem bodů v tabulce a postupuje do Okresního přeboru okresu Jičín.

## Vítězové

### III. třída okresu Jičín
| Ročník    | Vítězný tým            |
| --------- | ---------------------- |
| 2003/2004 | TJ Sokol Libuň         |
| 2004/2005 | SK Jičín „B“           |
| 2005/2006 | TJ Sokol Chomutice „B“ |
| 2006/2007 | TJ Sokol Libáň „B“     |
| 2007/2008 | FK Kopidlno „B“        |
| 2008/2009 | FK Kopidlno „B“        |
| 2009/2010 | FK Kopidlno „B“        |
| 2010/2011 | FC AMA Žeretice        |
| 2011/2012 | SK Miletín „B“         |
| 2012/2013 | SKP Valdice „B“        |
| 2013/2014 | 1. FK Nová Paka „B“    |
| 2014/2015 | TJ TK Žlunice          |
| 2015/2016 | TJ Sokol Nemyčeves     |
| 2016/2017 | TJ Sokol Dětenice      |
| 2017/2018 | TJ Sokol Jičíněves     |
| 2018/2019 |                        |